# Droga wojewódzka 713
Die Droga wojewódzka 713 (DW 713) ist eine 76 Kilometer lange Droga wojewódzka (Woiwodschaftsstraße) in der polnischen Woiwodschaft Łódź, die die Droga krajowa 14 in Łódź mit der Droga krajowa 12 in Januszewice verbindet. Die Straße liegt in der kreisfreien Stadt Łódź, im Powiat Łódzki wschodni, im Tomaszowski, und im Powiat Opoczyński.

## Straßenverlauf
Woiwodschaft Łódź, Kreisfreie Stadt Łódź (Lodz)
- 00 km  Śródmieście (Innenstadt) (DK 14)
-  Brücke, Widzew (Bahnstrecke Łódź Chojny–Łódź Widzew)
-  Bahnübergang, Andrzejów (Bahnstrecke Łódź Widzew–Łódź Olechów)
-  Bahnübergang, Andrzejów (Bahnstrecke Łódź–Dębica)

Woiwodschaft Łódź, Powiat Łódzki wschodni
-  Kreisverkehr, Kurowice (DW 714)
-  Brücke (Miazga)

Woiwodschaft Łódź, Tomaszowski
-  Bahnübergang, Rokiciny (Bahnstrecke Warszawa–Katowice)
- 28 km  Kreisverkehr, Rokiciny (DW 716)
-  Kreisverkehr, Ujazd (DW 715)
-  Brücke, Ujazd (Piasecznica)
- 48 km  Kreisverkehr, Tomaszów Mazowiecki (DK 8)
-  Brücke (Viadukt) (über die Trasse der Droga krajowa 8)
- gemeinsamer Streckenverlauf mit der Droga krajowa 48
-  Brücke (Czarna)
-  Brücke (Wolbórka)
-  Brücke (Pilica)
-  Bahnübergang, Białobrzegi (Bahnstrecke Łódź–Dębica)

Woiwodschaft Łódź, Powiat Opoczyński
-  Bahnübergang, Szadkowice (Bahnstrecke Łódź–Dębica)
- 76 km  Kreisverkehr, Januszewice
- 76 km  Anschlussstelle,Januszewice (DK 12)